# Celleporina hemiperistomata
Celleporina hemiperistomata är en mossdjursart som först beskrevs av Gordon 1984.  Celleporina hemiperistomata ingår i släktet Celleporina och familjen Celleporidae. Inga underarter finns listade i Catalogue of Life.